# 涙 (雪村いづみの曲)
「涙」（なみだ）は、藤田敏雄作詞、中村八大作曲による雪村いづみの楽曲。

## 解説
- 第１回東京国際歌謡音楽祭（後の世界歌謡祭）歌唱グランプリ受賞曲である。
- 1971年12月31日放送の「第22回NHK紅白歌合戦」で歌唱した。この時の映像は現存しており、2024年には、放送100年記念プロジェクトの一環として同年12月15日に番組後編として、同日16時30分から17時54分にNHK総合テレビジョンで再放送された[1][2]。

## 収録曲
1. 涙（3分50秒）
作詞：藤田敏雄、作曲・編曲：中村八大、：加藤ヒロシ
2. ナオミの夢（2分23秒）ヘドバとダビデの同曲の日本語カバー。
日本語詞：片桐和子／作曲：デビッド・クリボシェ／編曲：佐藤允彦

## 収録アルバム
- 『GOLDEN☆BEST 雪村いづみ '70s&'80s』（ソニー・ミュージックダイレクト、2004年3月24日）
- 『スター☆デラックス これでわかっちゃう！いづみ入門』（ビクターエンタテインメント、2017年6月21日）
- 『雪村いづみのすべて 〜想い出のワルツ〜』（ビクターエンタテインメント、2017年5月31日）